# Radicaal 76
Radicaal 76 is een van de 34 van de 214 Kangxi-radicalen die bestaan uit vier strepen.
In het Kangxi-woordenboek zijn er 235 karakters die dit radicaal gebruiken.

## Karakters met het radicaal 76
| Strepen | Karakter                      |
| ------- | ----------------------------- |
| + 0     | 欠                            |
| + 2     | 次 欢                         |
| + 4     | 欣 欤 欥 欦 欧                |
| + 5     | 欨 欪                         |
| + 6     | 欫 欬 欭 欮 欯 欰 欱          |
| + 7     | 欲 欳 欴 欵 欶 欷 欸          |
| + 8     | 欹 欺 欻 欼 欽 款 欿          |
| + 9     | 欩 歀 歁 歂 歃 歄 歅 歆 歇 歈 |
| + 10    | 歊 歋 歌 歍                   |
| + 11    | 歉 歎 歏 歐 歑 歒 歓          |
| + 12    | 歔 歕 歖 歗 歘 歙 歚          |
| + 13    | 歛 歜 歝                      |
| + 14    | 歞 歟                         |
| + 15    | 歠                            |
| + 18    | 歡                            |

Groot zegelkarakter
Klein zegelkarakter